# Maxwell Deacon
Maxwell Arnold "Bill" Deacon, född 22 mars 1910 i Thunder Bay i Ontario, död 29 april 1970, var en kanadensisk ishockeyspelare.
Deacon blev olympisk silvermedaljör i ishockey vid vinterspelen 1936 i Garmisch-Partenkirchen.